# ظهر (الدقم)
ظهر منطقة سكنية تقع في ولاية الدقم، التابعة لمحافظة الوسطى في سلطنة عمان. يقدر عدد سكانها بـ 1003 نسمة حسب إحصاء عام 2010 التابع للمركز الوطني للإحصاء والمعلومات الحكومي. رمز المنطقة هو 110330382.

## الوصلات الخارجية
- المركز الوطني للإحصاء والمعلومات، سلطنة عمان